# Vallgorguina
Vallgorguina es un municipio de Cataluña, España. Perteneciente a la provincia de Barcelona, en la comarca  del  Vallés Oriental. Situado al este de la comarca en el límite con la del Maresme. 

## Economía

Localización de Vallgorguina en la comarca del Vallés Oriental.

Agricultura, ganadería, avicultura. Urbanizaciones de segunda residencia.

## Símbolos
El escudo de Vallgorguina se define por el siguiente blasón:
«Escudo embaldosado: de azur, un sautor pleno de argén; resaltando sobre el todo un escusón de sable con un monte flordelisado de argén. Por timbre, una corona mural de pueblo.»
Fue aprobado el 26 de marzo de 1991 y publicado en el DOGC número 1430 el 15 de abril del mismo año. El sautor o cruz de San Andrés es el atributo del patrón de la localidad. Al centro se ven las armas parlantes de los barones de Montclús, señores del pueblo.

## Demografía
Vallgorguina cuenta con una población de 3198 habitantes (INE 2024).
| Gráfica de evolución demográfica de Vallgorguina entre 1842 y 2021                                                    |
| |
| Población de derecho según los censos de población del INE. Población de hecho según los censos de población del INE. |

| 1900 | 1930 | 1950 | 1970 | 1981 | 1986 |
| ---- | ---- | ---- | ---- | ---- | ---- |
| 708  | 609  | 603  | 429  | 635  | 647  |

## Lugares de interés
- Dolmen de la Pedra Gentil. Carretera de San Celoni a Arenys de Munt.